# American Airlines Center
O American Airlines Center é um ginásio localizado em Dallas, Texas (EUA). É a casa dos times de basquetebol da NBA Dallas Mavericks e de hóquei no gelo da NHL Dallas Stars.
Foi inaugurado em 31 de julho de 2001, substituindo a Reunion Arena. Em março de 1999, a American Airlines adquiriu os direitos pelo nome do ginásio.
Muitos confundiam o nome do ginásio com o American Airlines Arena (atual Kaseya Center), ginásio do Miami Heat. Ironicamente, em 2006, os dois times chegaram às finais, na série de melhor-de-sete que terminou em 4 vitórias do Miami Heat. Os Mavericks venceram os 2 primeiros jogos, em casa, e tomaram a virada, na série que ficou conhecida como American Airlines Series.

## Galeria
- Configuração para basquetebol
- Configuração para hóquei no gelo